# Шатийон-сюр-Сен
Шатийо́н-сюр-Сен (фр. Châtillon-sur-Seine) — коммуна во Франции, находится в регионе Бургундия. Департамент коммуны — Кот-д’Ор. Входит в состав кантона Шатийон-сюр-Сен. Округ коммуны — Монбар.
Код INSEE коммуны — 21154.

## Население
Население коммуны на 2010 год составляло 5564 человека.
| 1962 | 1968 | 1975 | 1982 | 1990 | 1999 | 2010 |
| ---- | ---- | ---- | ---- | ---- | ---- | ---- |
| 5518 | 6264 | 7383 | 7561 | 6862 | 6269 | 5564 |

## История
С 5 февраля по 19 марта 1814 года в Шатийон-сюр-Сен состоялся конгресс, на котором союзные европейские правительства пытались в последний раз заключить мир с Наполеоном I. Представителем Великобритании был Кестльри, Австрии — Штадион, Пруссии — Вильгельм Гумбольдт, Российской империи — граф Разумовский, Наполеона — Коленкур. Однако договор так и не был подписан, и война продолжилась.
19 ноября 1870 года здесь произошло сражение между французами и пруссаками; гарибальдийцы, под начальством Риччоти Гарибальди, и вольные стрелки напали на 1 батальон прусского ландвера и 2 эскадрона гусар возле Шатийон-сюр-Сен, но были отбиты с потерей 120 человек. После боя пруссаки наложили на граждан города контрибуцию в миллион франков.

## Экономика
В 2010 году среди 3332 человек трудоспособного возраста (15—64 лет) 2215 были экономически активными, 1117 — неактивными (показатель активности — 66,5 %, в 1999 году было 68,2 %). Из 2215 активных жителей работали 1887 человек (975 мужчин и 912 женщин), безработных было 328 (166 мужчин и 162 женщины). Среди 1117 неактивных 239 человек были учениками или студентами, 411 — пенсионерами, 467 были неактивными по другим причинам.

## Известные уроженцы и жители
- Бертран Лавье (р. 1949) — французский художник, классик французского современного искусства.
- Луи Поль Кайетe (1832—1913) — французский физик и изобретатель, член Парижской академии наук. Первый человек, сумевший получить жидкий кислород.
- Огюст Фредерик Луи Виесс де Мармон — маршал Франции (1809), пэр Франции (1814).
- Дезире Низар — французский критик и историк литературы, член Французской академии.
- Кики с Монпарнаса — французская певица, актриса, художница.